# Слезови
Слезови (Malvaceae) е семейство покритосеменни растения, включващо около 200 рода и 2300 вида. По-известните родове са памук (Gossypium), липа (Tilia), слез (Malva), грънче (Hibiscus), ружа (Althaea), лаватера (Lavatera). Едногодишното тревисто растение бамя е също от семейство слезови, както и маслодайното абутилон.
В съвременните класификации на Групата по филогения на покритосеменните (APG) семейството има по-широк обхват, отколкото в класическите морфологични системи, като включва и традиционните семейства Bombacaceae, Tiliaceae (Липови) и Sterculiaceae.

## Подсемейства
- Bombacoideae
- Brownlowioideae
- Byttnerioideae
- Dombeyoideae
- Grewioideae
- Helicteroideae
- Malvoideae
- Sterculioideae
- Tilioideae